# Centaurea neiceffii
Centaurea neiceffii — вид квіткових рослин айстрових (Asteraceae). Ареал: Болгарія, Румунія.